# برزیل (آیووا)
برزیل (به انگلیسی: Brazil) یک منطقهٔ مسکونی در ایالات متحده آمریکا است که در آیووا واقع شده‌است. برزیل ۳۰۲٫۹۷ متر بالاتر از سطح دریا واقع شده‌است.